# Roccaforte Ligure
Roccaforte Ligure är en ort och kommun i provinsen Alessandria i regionen Piemonte i Italien. Kommunen hade 124 invånare (2018).